# Jessica Sutta
 (juin 2017).
Si vous disposez d'ouvrages ou d'articles de référence ou si vous connaissez des sites web de qualité traitant du thème abordé ici, merci de compléter l'article en donnant les références utiles à sa vérifiabilité et en les liant à la section « Notes et références ».
Jessica Sutta est née le 15 mai 1982. Elle fait partie du célèbre girl band américain The Pussycat Dolls. Danseuse professionnelle, actrice et chanteuse, elle s'est lancée dans une carrière solo après la séparation du groupe en 2010. Elle est célèbre pour avoir collaboré avec de nombreux DJ de renom comme Dave Audé, Paul van Dyk, Erick Morillo. Plusieurs de ses titres sont classés n°1 au Billboard.
En 2020, le groupe The Pussycat Dolls se reforme avec le titre React. 

## Biographie
Jessica a passé son enfance à Miami. Sa mère est une catholique d'origine irlandaise et son père est un juif d'origine russe et polonaise.
Adolescente, Jessica, surnommée Jessie, rejoint à quatorze ans la New York World School of the Arts pour y étudier la danse. Elle se déchire les ligaments croisés des deux genoux, ce qui met fin à ses rêves de devenir ballerine. Après sa blessure, elle se concentre sur le théâtre, tout en gardant l'espoir de reprendre la danse plus tard.
En 2001, elle devient la capitaine du Heat de Miami, lors de sa dernière année. Elle a également tourné dans la série américaine Ocean Ave, où elle incarne une adolescente gobbant des pilules. La série a été tournée dans le sud de la Floride et a séduit beaucoup de téléspectateurs, dans un grand ensemble de pays, en passant par la Suède et l'Afrique du Sud. Elle a également trouvé un rôle dans Bully, un film de Larry Clark.
En 2002, elle s'installe à Los Angeles, et trois mois plus tard, elle participe à une audition pour PSA (autour de Smockey the Bear), sa prestation a été remarquée par la chorégraphe Robin Antin qui déclare à son sujet :  « Elle est adorable, toujours positive et très sensible. Mais sur scène, elle est lumineuse. »
En 2004, on peut l'apercevoir dans un clip de Baby Bash : Suga Suga, grand tube de l'été.
Au sein des Pussycat Dolls, son teint pâle et ses cheveux noirs attirent l'attention sur elle comme une pin-up façon Bettie Page. Son surnom dans le groupe est Pin-Up Doll. Elle a notamment dit lors de son intégration : « C'est là que j'ai toujours voulu être. J'ai immédiatement trouvé que les Dolls avaient du génie. Je me sens bénie de faire partie d'une troupe comme celle-ci. »
Pour la sortie de l’album Doll Domination, Jessica Sutta se teint les cheveux en rouge.
En 2010, il est confirmé qu'elle, Kimberly Wyatt, Ashley Roberts et Melody Thornton quittent les Pussycat Dolls, laissant Nicole Scherzinger seule. Après quelques semaines seulement, on apprend que Nicole a décidé elle aussi de partir.
Après 10 ans de séparation, le groupe The Pussycat Dolls se reforme en 2020 sur le plateau UK de X-Factor, le groupe fait le buzz et sort son nouveau single en février 2020, "React". Le groupe n'a plus de label par choix, car la pression exercée par Universal sur le groupe lors de la promotion de l'album Doll Domination a causé leur séparation, aujourd'hui elles veulent prendre leurs propres décisions. Malgré le manque de visibilité à cause de l'absence de label, le titre cumul 16 millions de streams en 3 semaines. 
Le groupe devait préparer une tournée exclusive en 2020, mais la pandémie du Corona Virus a stoppé leur plan, la tournée est reportée pour le moment.

## Carrière solo
Jessica Sutta fait des collaborations avec le DJ Paul van Dyk pour son album In Between (en). Elle collabore avec la chanson White Lies qui se classe n°1 au Bilboard Dance Chart pendant 4 semaines et rencontre un franc succès en Europe, ce single sera le premier single de l'album. Elle sort un second single avec le DJ Dave Audé (en) sur la chanson Make It Last qui rencontre également un franc succès dans les clubs.

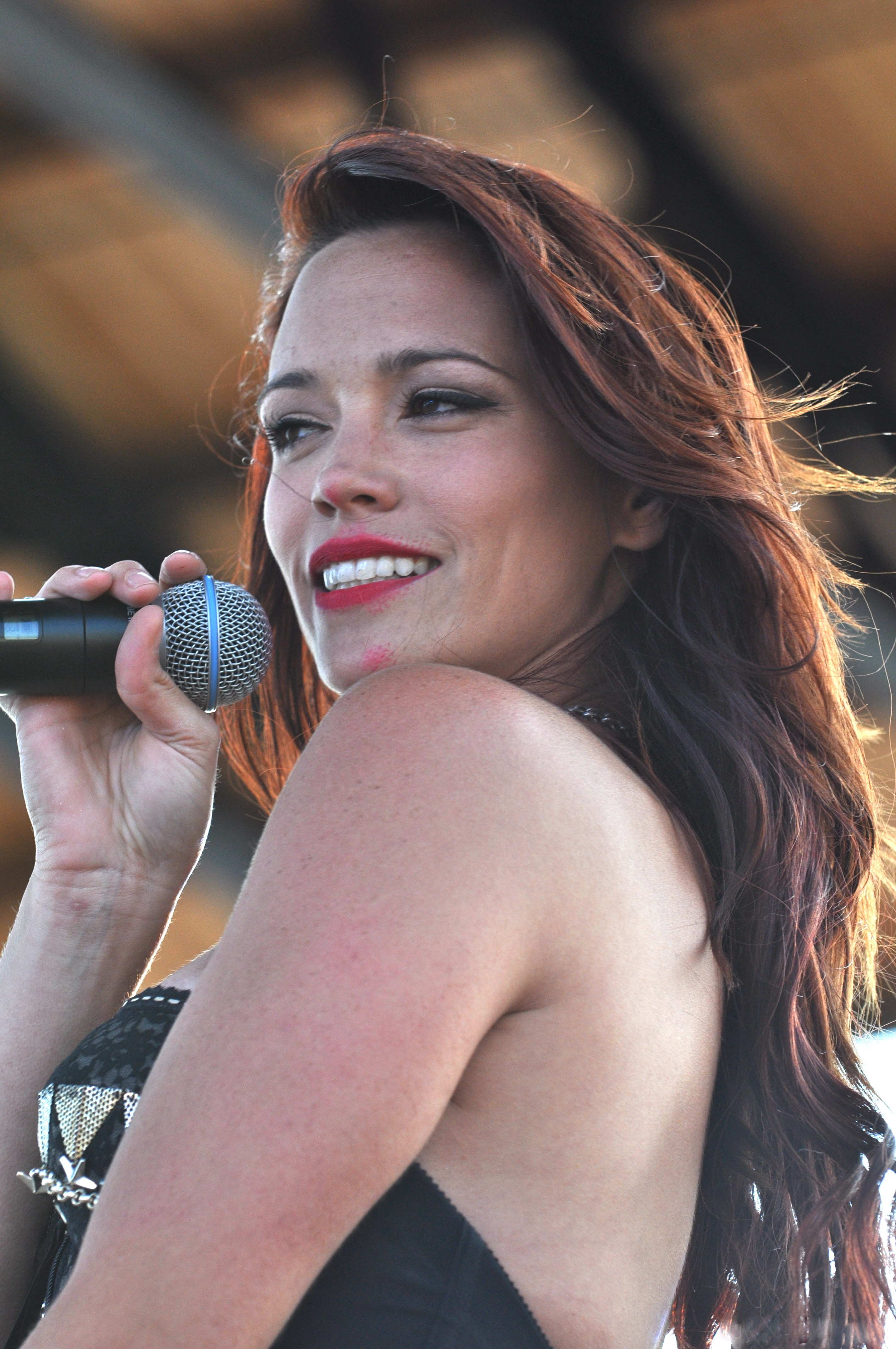
en 2012.

En 2010, Jessica révèle qu'elle décidé de quitter le groupe. Dans une interview avec E! En ligne, Jessica explique ce qu'elle a vécu au cours de la tournée de l'album "Doll Domination". Elle expliqué qu'elle s'était cassée une côte sur scène lors de la tournée et que la direction du groupe ne lui avait fourni aucun logement et l'a abandonné en Australie, elle était livrée à elle-même et sans abris. Par chance, une amie l'a hébergé plusieurs semaines sur son canapé le temps de la convalescence. Dans le magazine Life & Style, elle a déclaré: "Je me sentais essentiellement comme une danseuse « plus plus » au sein du groupe, sans plus, au bout de 7ans, je n'avais pas l'impression d'avoir évolué ni d'avoir plus d'opportunité, me casser une côté m'a fait comprendre que je n'étais pas considérée dans ce groupe par les labels.
En 2010, elle se lance officiellement en solo, elle sort un titre « buzz » pour se faire connaitre I Wanna Be Bad. Par la suite, elle collaborera avec le DJ Cedric Gervais avec le titre Where ever you are pour l'album Miamication. Elle collabore avec le défunt DJ Erik Morillo avec la chanson « Pin-up Girl » en featuring avec le rappeur Justin Oxley.
En 2012 Jessica signe avec le label Hollywood Records, son premier single officiel Show Me rencontre un franc succès, le single se classe N°1 au Billboard Dance. Elle enregistre un album "Sutta Pop" avec ce label, les titres sont orientés disco/dance avec des titres prometteurs comme Make It Loud, malheureusement Jessica et son label mettent fin à leur collaboration à la suite d'une divergence d'opinion sur la composition musicale et l'orientation artistique. L'album ne sortira pas, toutefois l'album est lisible via youtube ou soundcloud. 
En 2013, elle sort son deuxième titre « Again » qui se classe N°4 au Billboard Dance Chart, son troisième single "Lights out" se classera lui N°3 au Hot Dance Club. 
En 2014, elle collabore à nouveau avec le DJ Dave Aude sur le single « Gonna Get U » qui se classera N°1 au Hot Dance. Charts.
De 2013 à 2015 elle sort un album Feline Ressurection qui se compose de 16 titres. 
En 2016, elle sort un single qui rencontre un franc succès « Forever » le single sera même remixé en collaboration avec le rappeur Meek Mill. Le single se classe 4 semaines N°1 du Billboard Dance ainsi que dans plusieurs classements radio US. 
La même année, elle sort son troisième album "I Say Yes" comportant plusieurs collaborations dont Pitbull, Dave Audé, Rico Love, Mams Taylor. L'album reçoit des bonnes critiques, mais ne reçoit pas assez de visibilité et de publicité pour se faire connaitre, Spotify permet à l'album de bien se classer. Le titre "When A Girl Loves A Boy" en collaboration avec Pitbull reçoit un franc succès en Turquie.
Elle ré-enregistre le titre iconique "Don't Cha" dans sa propre version solo. 

## Discographie

### Albums studio
| Titre     | Album                                                                                       | États-Unis |
| --------- | ------------------------------------------------------------------------------------------- | ---------- |
| Sutta Pop | - Date de sortie : mai 2012 - Label: Hollywood Records - Format: CD, Téléchargement digital | -          |

### Singles

#### Singles en featuring
| Titre                                                | Année | Meilleure position | Meilleure position | Meilleure position | Meilleure position | Meilleure position | Meilleure position | Album             |
| Titre                                                | Année | États-Unis         | États-Unis Dance   | Autriche           | Finlande           | Allemagne          | Royaume-Uni        | Album             |
| ---------------------------------------------------- | ----- | ------------------ | ------------------ | ------------------ | ------------------ | ------------------ | ------------------ | ----------------- |
| Make It Last (Dave Audé avec Jessica Sutta)          | 2007  | —                  | 1                  | —                  | —                  | —                  | —                  | Make It Last - EP |
| White Lies (Paul van Dyk avec. Jessica Sutta)        | 2007  | 15                 | 3                  | 73                 | 14                 | 38                 | 80                 | In Between (en)   |
| Where Ever U Are (Cedric Gervais avec Jessica Sutta) | 2011  | —                  | —                  | —                  | —                  | —                  | —                  | Miamication       |
| Show Me                                              |       | 1                  | 1                  |                    |                    |                    |                    | Sutta Pop         |
| Again                                                |       |                    | 4                  |                    |                    |                    |                    |                   |
| Lights Out                                           |       |                    | 3                  |                    |                    |                    |                    |                   |
| Gonnet Get U (Ft.Dave Aude)                          |       | 1                  | 1                  |                    |                    |                    |                    |                   |
| Forever                                              |       |                    | 1                  |                    |                    |                    |                    |                   |

Notes
1. "White Lies" did not enter the Billboard Hot 100 but peaked on the Bubbling Under Hot 100 Singles chart at number fifteen.

### Apparition album
| Titre          | Année | Autres artistes | Album                        |
| -------------- | ----- | --------------- | ---------------------------- |
| Be With You    | 2007  | Paul Van Dyk    |                              |
| In Your Heart  | 2008  |                 |                              |
| If I Was a Man | 2008  |                 | Doll Domination              |
| Pin Up Girl    | 2011  | Erick Morillo   | Erick Morillo's Solo Project |

## Clip vidéo
| Année | Titre                                     | Réalisateur      | Album     |
| ----- | ----------------------------------------- | ---------------- | --------- |
| 2007  | White Lies (Paul van Dyk & Jessica Sutta) | Lucy Adams       | NC        |
| 2010  | I Wanna Be Bad                            | Frank E. Flowers | Sutta Pop |
| 2011  | Pin-Up Girl                               | Eugene Riecansky | Sutta Pop |
| 2011  | Show Me                                   | SKINNY           | Sutta Pop |